# 袁秉義

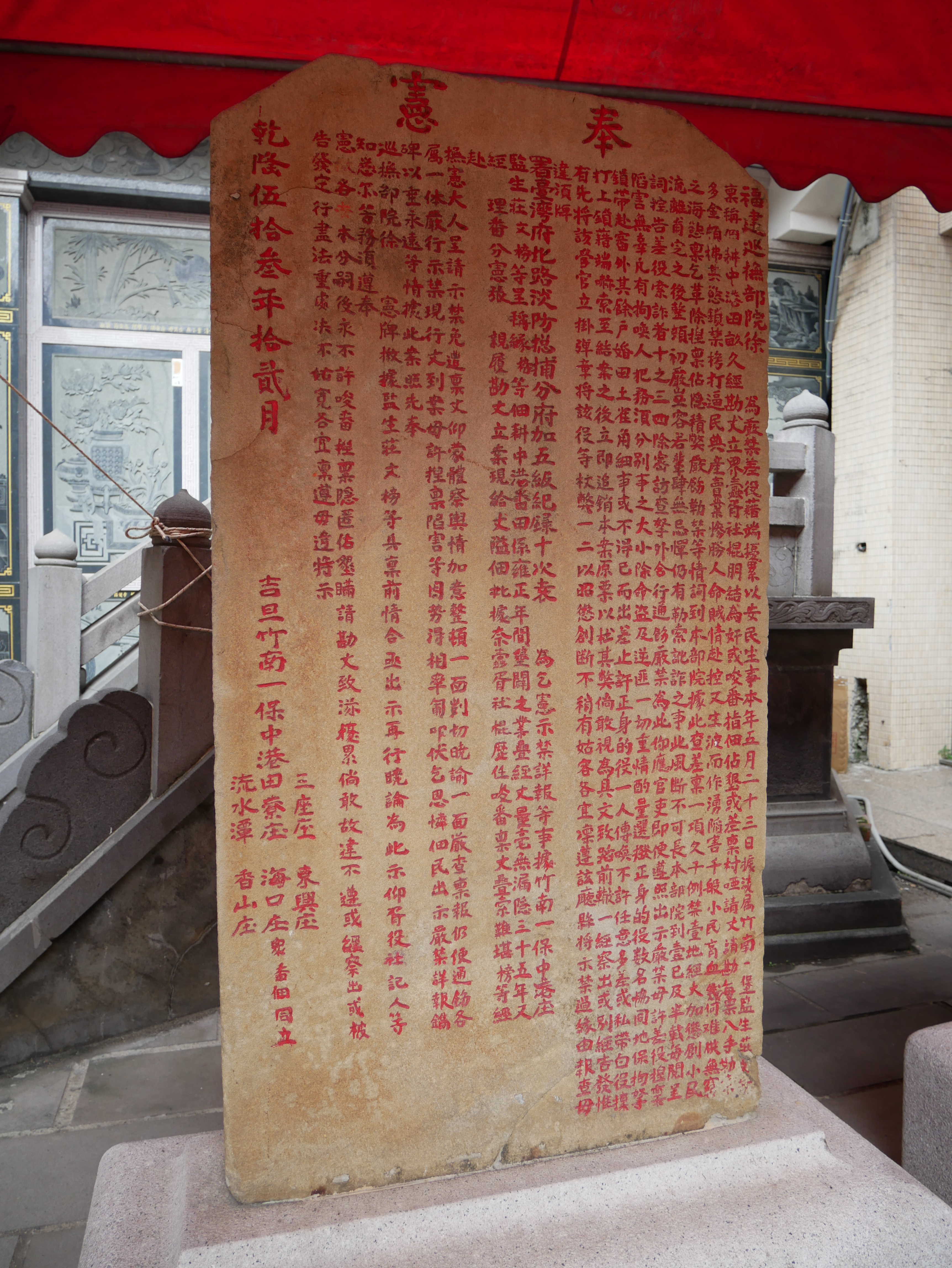
乾隆五十三年（1788年）十二月福建巡撫徐嗣曾暨署淡水撫民同知袁秉義所頒示〈嚴禁差役藉端擾累碑記〉（中港慈裕宮藏）

袁秉義（？—？），字介夫，直隸省口北道宣化府宣化縣（今河北省張家口市宣化區）人，清朝官員。

## 生平
乾隆三十一年（1766年）進士。五十六年（1791年）任臺灣府知府，兼署淡水撫民同知。五十八年（1793年）再任臺灣府知府。